# Slag bij Magenta
De Slag bij Magenta was een veldslag op 4 juni 1859 nabij de stad Magenta en maakte deel uit van de Tweede Italiaanse Onafhankelijkheidsoorlog. De legers van het Tweede Franse Keizerrijk en het koninkrijk Sardinië namen het met ruim 59.000 soldaten op tegen het leger van het keizerrijk Oostenrijk, dat 135.000 soldaten telde.
Met het oversteken van de Ticino door het Frans-Sardijnse leger begon de slag. Hierop moest het Oostenrijkse leger zich deels terugtrekken. Echter leende het landschap zich daar slecht voor, waardoor het Oostenrijkse leger zich verschanste in de stad. De voorhoede van het Franse leger bestond uit 5000 grenadiers die het uniform van het Eerste Franse Keizerrijk droegen. De slag eindigde in een overwinning van het Frans-Sardijnse leger. Patrice de Mac-Mahon werd na de slag vanwege zijn handelingen benoemd tot hertog van Magenta.

## Kleur
De kleur magenta, ontdekt in 1859, is vernoemd naar de veldslag.